# لامور (سیرجان)
لامور یک روستا در ایران است که در شهرستان سیرجان واقع شده‌است.